# Noord-Koreaans voetbalkampioenschap
Het Noord-Koreaans voetbalkampioenschap wordt gespeeld sinds 1960.

## Winnaars
- 1960-1984: onbekend
- 1985: 25 April SC
- 1986: 25 April SC
- 1987: 25 April SC
- 1988: 25 April SC
- 1989: Chandongja SC
- 1990: 25 April SC
- 1991: Pyongyang SC
- 1992: 25 April SC
- 1993: 25 April SC
- 1994: 25 April SC
- 1995: 25 April SC
- 1996: Kigwancha SC
- 1997: Kigwancha SC
- 1998: Kigwancha SC
- 1999: Kigwancha SC
- 2000: Kigwancha SC
- 2001: Amrokgang SC
- 2002: 25 April SC
- 2003: 25 April SC
- 2004: Pyongyang SC
- 2005: Pyongyang SC
- 2006: Amrokgang SC
- 2007: Pyongyang SC
- 2008: Amrokgang SC
- 2009: Pyongyang SC
- 2010: 25 April SC
- 2011: 25 April SC
- 2012: 25 April SC
- 2013: 25 April SC
- 2014: Hwaebul SC
- 2015: 25 April SC
- 2016: Kigwancha SC
- 2017: 25 April SC
- 2018: 25 April SC
- 2019:

## Landstitels per club
| Plaats | Club          | Titels | Jaar |
| ------ | ------------- | ------ | --- |
| 1      | 25 April SC   | 18     | 1985, 1986, 1987, 1988, 1990, 1992, 1993, 1994, 1995, 2002, 2003, 2010, 2011, 2012, 2013, 2015, 2017, 2018 |
|        |               |        | |
| 2      | Kigwancha SC  | 6      | 1996, 1997, 1998, 1999, 2000, 2016                                                                         |
|        |               |        | |
| 3      | Pyongyang SC  | 5      | 1991, 2004, 2005, 2007, 2009                                                                               |
|        |               |        | |
| 4      | Amrokgang SC  | 3      | 2001, 2006, 2008                                                                                           |
|        |               |        | |
| 5      | Chandongja SC | 1      | 1989 |
| 5      | Hwaebul SC    | 1      | 2014 |